# سباستین پویگرنیه
سباستین پویگرنیه (انگلیسی: Sébastien Puygrenier؛ زادهٔ ۲۸ ژانویهٔ ۱۹۸۲) بازیکن فوتبال اهل فرانسه است.
از باشگاه‌هایی که در آن بازی کرده‌است می‌توان به باشگاه فوتبال نانسی، باشگاه فوتبال اوسر، آ.اس موناکو، باشگاه فوتبال زنیت سن پترزبورگ، باشگاه فوتبال رن، باشگاه فوتبال کاردمیر قره‌بوک‌اسپور، و باشگاه فوتبال بولتون واندررز اشاره کرد.